# Jim Webb
Henry James "Jim" Webb, Jr (St. Joseph, 9 de fevereiro de 1946) é um político americano que ocupava o cargo de senador pela Virgínia de 2007 a 2013. No dia 02 de julho de 2015, ele anunciou que iria se juntar a corrida para a nomeação do seu partido para presidente na eleição presidencial de 2016. Aparecendo sempre em último lugar nas pesquisas de opinião das primárias democratas, Webb anunciou, em outubro, que estaria desistindo da campanha.